# Brescia (cognome)
Brescia è un cognome di lingua italiana.

## Varianti
Abbrescia, Bresci, Brescianelli, Bresciani, Bresciano, Bressa, Bressanelli, Bressani, Bressanin, Bressanini, Bressanutti, Bressi.

## Origine e diffusione
Il cognome è tipicamente panitaliano.
Potrebbe derivare dal toponimo Brescia.
La variante Bresciani è lombarda e veneta; Bressanin e Bressanutti sono veneti; Bresci è campano; Abbrescia è pugliese.

## Persone
- Giuseppe Brescia (1945-2020) – filosofo italiano
- Giuseppe Brescia (1952) – politico italiano del Partito Democratico della Sinistra
- Giuseppe Brescia (1966) – allenatore ed ex calciatore italiano
- Giuseppe Brescia (1983) – politico italiano del Movimento 5 Stelle